# بادي ميلنر
بادي ميلنر (بالإنجليزية: Paddy Milner)‏ هو عازف جاز وعازف بيانو بريطاني، ولد في 20 مارس 1980 في إدنبرة في المملكة المتحدة.

## وصلات خارجية
- الموقع الرسمي
- بادي ميلنر على موقع ميوزك برينز (الإنجليزية)
- بادي ميلنر على موقع ديسكوغز (الإنجليزية)